# فدریکو د روبرتو
فدریکو د روبرتو (۱۶ ژانویه ۱۸۶۱ – ۲۶ ژوئیه ۱۹۲۷) نویسنده ایتالیایی بود که به خاطر رمان تاریخی خود، به نایب‌السلطنه‌ها (۱۸۹۴) مشهور شد.

## زندگی‌نامه
دی روبرتو در ناپل به دنیا آمد و حرفه نویسندگی خود را به عنوان روزنامه‌نگار برای روزنامه‌های ملی آغاز کرد، جایی که با جووانی ورگا و لوئیجی کاپوانا ، برجسته‌ترین نویسندگان جنبش وریسم آشنا شد. ورگا او را وارد محافل ادبی میلان کرد. د روبرتو دو کتاب داستان کوتاه نوشت: La sorte (۱۸۸۷)، Documenti umani (۱۸۸۸). اولین رمان او، Ermanno Raeli ، (۱۸۸۹) تا حد زیادی زندگی‌نامه‌ای است. عمیق‌تر در تحلیل روانشناختی دوم، L'illusione (۱۸۹۱). در سال ۱۸۹۴ رمان او I Viceré منتشر شد. این محصول سال‌ها کار سخت بود، اما پس از انتشار موفقیت چندانی کسب نکرد. سرخوردگی و اختلالات عصبی دی روبرتو را وادار کرد تا کار روزنامه‌نگاری را از سر بگیرد. بعدها، پس از مدتی تجربه به عنوان یک نمایشنامه‌نویس،  بازگشت (۱۹۰۸-۱۹۱۳). او در کاتانیا درگذشت. او در ۶۶ سالگی در کاتانیا درگذشت.

## من معاون
این رمان از سه بخش تشکیل شده و بر اساس داستان شاهزادگان خیالی اوزدا فرانکالانزا، خانواده‌ای اصیل اهل کاتانیا با اصالت اسپانیایی است. این خانواده در دوران حکومت قبلی اسپانیا به عنوان نایب‌السلطنه خدمت می‌کردند.
این طرح با تمرکز بر پیشینه اجتماعی و سیاسی آن زمان، تاریخ خصوصی اوزداها را در آخرین سال تسلط دودمان بوربون در پادشاهی دو سیسیل و دهه‌های اول پادشاهی ایتالیا دنبال می‌کند و گذار از ارباب‌رعیتی را به به یک نظام پارلمانی تصویر می‌کشد. 
دی روبرتو از سبک ادبی وریسم (بیان ناتورالیسم ادبی ایتالیایی) استفاده می‌کند و از هیچ دیدگاه ممتازی (نه راوی و نه دیدگاه دیگر) استفاده می‌کند، بلکه در عوض صداهای متعددی را به نمایش می‌گذارد. صحنه‌های دسته جمعی و همچنین شرح مفصلی از زمینه‌های مختلف اجتماعی وجود دارد. هدف اصلی همه اعضای خانواده اوزدا حفظ قدرت بدون توجه به تغییراتی است که رخ می‌دهد، حتی اگر این کار مستلزم اقداماتی باشد که بدون شک خواننده آن را بدبینانه یا حتی پوچ ارزیابی می‌کند. دی روبرتو جهانی را به تصویر می‌کشد که در حال تغییر اساسی است، اما ظاهراً امیدی به آینده ندارد: هیچ جنبه‌ای از جامعه به عنوان عاری از فساد نشان داده نمی‌شود. 
این رمان توسط کارگردان روبرتو فائنتسا در سال ۲۰۰۷ به روی پرده سینما به نمایش درآمد. 